# أوستين ارين
أوستين ارين (بالإنجليزية: Austin Warren)‏ هو ناقد أدبي وصحفي أمريكي، ولد في 4 يوليو 1899 في والثام في الولايات المتحدة، وتوفي في 20 أغسطس 1986 في بروفيدنس في الولايات المتحدة.